# 91. Sinfonie (Haydn)
Die Sinfonie Nr. 91 Es-Dur komponierte Joseph Haydn im  Jahr 1788. Das Werk war neben den Sinfonien Nr. 90 und Nr. 92 wahrscheinlich ursprünglich eine Nachbestellung für die erfolgreiche Pariser Konzertreihe der „Loge Olympique“. Haydn hat die drei Werke dann jedoch ein zweites Mal an den Fürsten Oettingen-Wallerstein verkauft. Es ist Haydns letzte Sinfonie für „kleines“ Orchester, d. h. ohne Pauken und Trompeten.

## Allgemeines

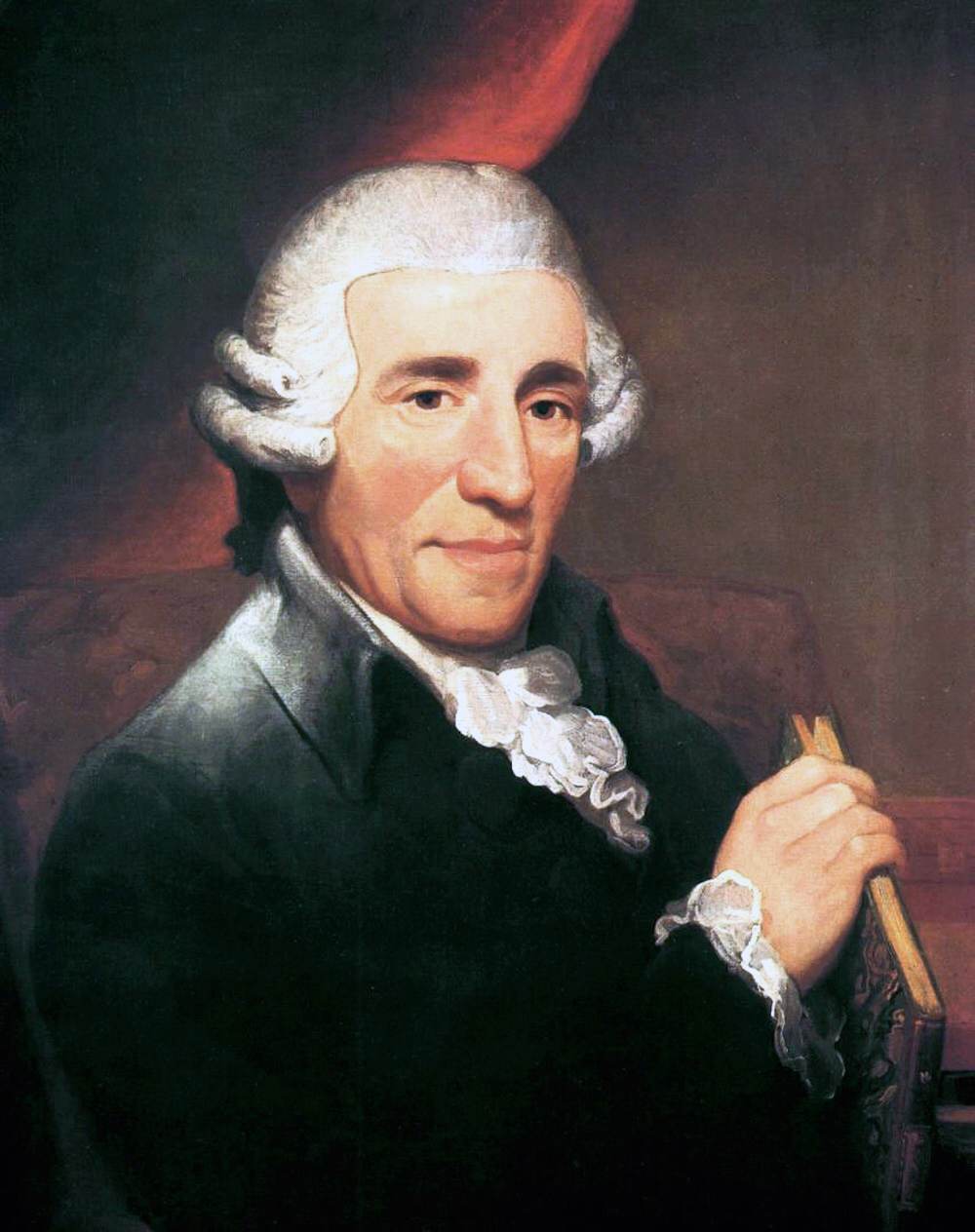
Joseph Haydn (Ölgemälde von Thomas Hardy, 1791)

Zur Entstehung der Sinfonien Nr. 90 bis 92 siehe bei der Sinfonie Nr. 90. In der Sinfonie Nr. 91 verzichtet Haydn zum letzten Mal auf die Verwendung von Pauken und Trompeten. Auffällig und bei Rezensionen meist erwähnt (s. u.) ist die Verwendung von mehrstimmigen Techniken im Kopfsatz. Das Autograph trägt eine Widmung an den Comte d’Ogny (siehe bei der Sinfonie Nr. 90).
Anfang Januar 1791 war Haydn in London angekommen (vgl. die Sinfonie Nr. 93). In der Nachschrift zu seinem Brief an Frau von Genzinger vom 8. Januar 1791 bittet Haydn um eine Partitur-Kopie der Sinfonie Nr. 91: „nun gelanget eine bitte an Euer gnaden: ich weis nicht, ob ich die Sinfonie von mir in Es, so mir Euer gnaden zurück gegeben, zu Hauss in meim quartier vergessen, oder ob mir dieselbe unterwegs entfremdet wurde, da ich Sie gestern vermiste, und nun dieselbe nothwendig gebrauchte, So bitte ich inständig, mir dieselbe durch den gnädigen Hrn. v. Kees zu procuriren. und solche in Ihrem Hauss auf klein Post Papier zu schreiben, und solche sobald möglich per postam anhero zu schücken.“ In einem weiteren Brief vom 13. Oktober 1791 wiederholt er sein Anliegen und bittet um Zusendung bis Ende Januar 1792. In diesen Brief schreibt er, „da ich mich des Ersteren kleinen Adagio am anfang der Sinfonie Ex E mol nicht erinnere“ die ersten vier Takte vom Allegro auf. Neben dem Brief vom 20. Dezember 1791 bittet Haydn noch zwei Mal, ehe er die Partitur erhält:
Brief vom 17. Januar 1792: „nun, meine Englische, gnädige Frau, möchte sich auch ein wenig zanken mit Sie, wie oft widerhollte ich meine bitte, mir die Sinfonie Ex E mol, wovon ich das Thema einst beyschriebe, auf klein Post Papier per postam anhero zu schücken. Ich seufze schon lange darnach, und wan ich dieselbe bis Ende künftigen Monathes nicht erhalte, verliere ich 20 quinees.“
Brief vom 2. Februar 1792: „… Hofte die schon So lang und oft anverlangte Sinfonie in E mol mit darunter zu finden! gnädige Frau! ich bitte Sie dringendst, mir dieselbe ohne verzug auf klein Post Papier sobald möglich anhero zu schücken, …“.
Brief vom 2. März 1792: „Gestern Abends erhielt ich Dero wehrtes schreiben samt der anverlangten Sinfonie: küsse Euer gnaden gehorsamst die Hände für die so schleinige und sorgfältige übersendung. Ich hatte zwar dieselbe 6 Tage bevor von Brüssel durch Hrn. v. Keess erhalten; allein mir war die Partitur um so viel angenehmer, weil ich vieles davon für die Engländer abändern muss.“
Beispiele für Rezensionen:

„Auch die Es-Dur-Symphonie Nr. 91 von JOSEPH HAYDN (…) weist manches Detail auf, das den Kenner in Entzücken versetzt: Das Hauptthema des ersten Satzes ist ein zweistimmiges Gebilde im sog. doppelten Kontrapunkt der Oktave (…). Im Mittelteil treten noch andere kontrapunktische Stimmen hinzu, die dann am Schluß des Satzes zur gemeinsamen Kulmination gebracht werden. Der zweite Satz, ein Variationensatz, hat einige humoristische Effekte wie die langen Trillerpartien kurz vor Schluß, die sich anhören, als sei der ganze Orchesterapparat außer Kontrolle geraten. Der Schlußsatz wartet mit weiteren kompositorischen Leckerbissen für den Kenner auf: z. B. werden einzelne Segmente aus dem Hauptthema herausgeschnitten, um hierauf zur Begleitung verwendet zu werden usw.“

„Das im Schatten der ‚Pariser‘ und ‚Londoner‘ Sinfonien stehende Werk hat sich im öffentlichen Konzertleben nicht recht durchsetzen können. Die Ursache für seine vergleichsweise geringe Popularität liegt vor allem im ersten Satz. Zum einen empfindet man das einleitende, zwanzigtaktige Largo (…) nicht als Gegensatz zum raschen Hauptthema, das lediglich wie eine Umkehrung der letzten Introduktionstakte erscheint. Zum anderen trägt der Hauptgedanke des Allegro assai deutlich die Spuren der Anstrengung und des ‚Gelahrten‘. (…) Erst ab Takt 36 wird die Musik herzlicher, wendet sich mehr an die ‚Liebhaber‘ als an die ‚Kenner‘. (…) Im (…) Finale ist auch das zweite Thema von den Intervallen der Sexte und der Septime geprägt, die das erste Thema beherrschen. Wegen des Einfallsreichstums, mit dem die beiden Intervalle in der Durchführung verändert werden, erscheint dieser Satz als der stärkste der ganzen Sinfonie.“

## Zur Musik
Besetzung: Flöte, zwei Oboen, zwei Fagotte, zwei Hörner, zwei Violinen, Viola, Cello, Kontrabass. Über die Beteiligung eines Cembalos oder Fortepianos als Continuoinstrument in Haydns Sinfonien bestehen unterschiedliche Auffassungen.
Aufführungszeit: ca. 25 Minuten.
Bei den hier benutzten Begriffen der Sonatensatzform ist zu berücksichtigen, dass dieses Modell erst Anfang des 19. Jahrhunderts entworfen wurde (siehe dort). – Die hier vorgenommene Beschreibung und Gliederung der Sätze ist als Vorschlag zu verstehen. Je nach Standpunkt sind auch andere Abgrenzungen und Deutungen möglich.

### Erster Satz: Largo – Allegro assai
Largo: Es-Dur, 3/4-Takt, Takt 1-20
Die Sinfonie eröffnet mit einer feierlichen Akkordfolge im Forte. Kontrastierend schließen sich piano zwei dreitaktige, nachdenkliche Phrasen an, bei der Flöte und 1. Violine stimmführend sind. Die zweite Phrase beginnt als Es-Dur – Tonleiter aufwärts, ab Takt 12 schließt die Akkordfolge vom Anfang als Variante an. Die folgende Piano-Phrase ist fünftaktig, sie beginnt und endet auf As. Das As in Takt 20 erscheint zusammen mit den übrigen Tönen als Septime zu einem B-Dur – Akkord (B-Dur als Dominante zu Es-Dur, d. h. Dominantseptakkord). Das B wird v. a. durch die tiefe Lage im Fagott betont, der ganze Akkord mit Fermate ausgehalten.
Allegro assai: Es-Dur, 3/4-Takt, Takt 21-268

Beginn des Allegro assai, 1. Violine und Cello, Takt 1–8

Das „gelehrte“ Thema (erstes Thema oder Hauptthema) wird von den Streichern piano vorgestellt. Es ist durch eine in gleichmäßigen Vierteln chromatisch und stufenweise aufsteigende und eine absteigende Linie gekennzeichnet. Die Stimmverteilung ist dabei so aufgebaut, dass im ersten Achttakter (Vordersatz) die Oberstimmen (1. und 2. Violine parallel geführt) die chromatisch aufsteigende Linie spielen, der Bass (Viola, Cello, Kontrabass ebenfalls parallel geführt) die absteigende Linie. Im zweiten Achttakter (Nachsatz) ist es umgekehrt (Thema im doppelten Kontrapunkt aufgebaut: Ober- und Unterstimme können vertauscht werden). Eine Schlusswendung schließt das insgesamt 16-taktige Thema ab und führt in Takt 36 in ein lebhaftes Tutti mit Doppelschlag- und Klopfmotiv.
Ein kontrastierendes zweites Thema fehlt, an seiner Stelle steht eine Variante des ersten (ab Takt 57, B-Dur): Der aufstrebende Kopf des Themas wird von der 2. Violine gespielt, der Bass begleitet mit der absteigenden Gegenbewegung. Nach fünf Takten übernimmt die 1. Violine, die bisher ein weiteres fallendes, gegenstimmtenartiges Motiv gespielt hatte („Gegenmotiv 1“), das Thema, während Flöte und dann Oboe mit einer kurzen Floskel dazutreten. Die ausgedehnte Schlussgruppe setzt ab Takt 70 als Forte-Block ein. Nach energischer Triolen- und Unisonobewegung im Staccato und dem Auftritt des Themenkopfes im Fortissimo (Takt 82 ff.) folgt ein Piano-Abschnitt, bei dem ein viertaktiges Streicher-Motiv (Schlussgruppenmotiv 1) in drei „Rückungen“ im Quintenzirkel aufwärts geführt wird: von Des-Dur nach As-Dur, von Es-Moll nach B-Dur. Die dritte Rückung beginnt in f-Moll und führt zu einem weiteren, einmal wiederholten Forte-Motiv (Schlussgruppenmotiv 2), das zwischen F- und B-Dur pendelt. Mit Triolenläufen in der Dominante B-Dur endet die Exposition in Takt 119.
Die Durchführung beginnt Haydn mit der Triolenbewegung vom Ende der Schlussgruppe im Kontrast zwischen forte und piano. Ab Takt 128 setzt die Verarbeitung vom Vordersatz des Hauptthemas ein, hinzu treten Triolen-Läufe und (als Gegenstimme zum Themenkopf) ein neues Motiv in den Holzbläsern („Gegenmotiv 2“). Ludwig Finscher schreibt hierzu: „Die Durchführung führt eine neue Technik der thematischen Arbeit ein, die sonst nicht nur bei Haydn, sondern in der ganzen Klassik kaum vorkommt: die Veränderung des Themas durch kontrapunktisch hinzutretende Gegenmotive – gleichsam eine Konsequenz aus der Konstruktion des Hauptsatzes im doppelten Kontrapunkt (…). “ Nach einer energischen Passage mit dem Doppelschlagmotiv (ähnlich wie ab Takt 36) und Staccato-Bewegung folgt ein ruhiges Flöten-Solo mit Vorschlags-Motiv (beginnend in Ges-Dur, endend in As-Dur). Ein Forte-Block mit Triolenläufen führt zur Reprise zurück.
Die Reprise (Takt 192 ff.) ist gegenüber der Exposition verändert: Der Themenkopf tritt viermal auf (1. zu Beginn der Reprise im Bass begleitet von figurativen Achtel-Gegenstimmen der Violinen; 2. Takt 202 über ausgehaltenem B im Bass; 3. Takt 215 mit Gegenstimme 2 in der 1. Oboe; 4. Takt 222 energisch im Fortissimo entsprechend Takt 82 ff). Das „zweite Thema“ ist dafür ausgelassen. Nach den Schlussgruppenmotiven 1 und 2 folgt ab Takt 245 eine Coda, die das Schlussgruppenmotiv 2 in der 1. Violine piano aufgreift und fortspinnt. In Takt 253 kommt es dann für vier Takte nochmal zur Verdichtung der Stimmen in einem vierstimmigen Satz: die beiden Stimmen des Hauptthemas (1. Stimme „aufsteigende Linie“: 2. Oboe, 2. Violine; 2. Stimme „absteigende Linie“: Fagott, Cello, Kontrabass), das Gegenmotiv 1 (Flöte, 1. Oboe) und das Gegenmotiv 2 (Viola). Der Satz endet mit Läufen und Akkordschlägen auf Es. Exposition sowie Durchführung mit Reprise werden wiederholt.

### Zweiter Satz: Andante
2/4-Takt, B-Dur, 154 Takte
Das Andante ist als Variationssatz mit vier Variationen über ein Thema aufgebaut.

Beginn des Andante, 1. und 2. Violine, Takt 1 bis 4

- Vorstellung des Themas (Takt 1–24): Die Hauptmelodie hat einen schlichten, liedhaft-gehenden Charakter mit kennzeichnendem, zweimal „pochendem“ Auftakt und imitatorischem Anfang. Die achttaktige Melodie ist periodisch aufgebaut. Das gesamte Thema besteht aus drei Achttaktern in zwei Abschnitten, die beide wiederholt werden (Takt 1–8 und 9–24). Bis auf die Fortissimo-Schlussakkorde spielen nur die Streicher. Der dritte Achttakter (Takt 17 ff.) enthält Akzente und einen harmonischen „Überraschungseffekt“[4] (unerwartetes Auftreten von Ges mit Akzent, Auflösung nach As).
- In der Variation 1 (Takt 25–48) hat das solistische Fagott die Stimmführung, begleitet von den Streichern (1. Violine in Triolen).
- Die Variation 2 (Takt 49–86) steht in b-Moll und enthält Triller-Verzierungen. Die Streicher beginnen, bei der ausgeschriebenen Wiederholung begleiten die Bläser mit getupften, echoartigen Achteln auf der unbetonten Taktzeit (Synkope). Ab Takt 77 spielt die Flöte eine kurze, freie Gegenstimme zur Stimmführung in der 1. Violine.
- Die 3. Variation (Takt 87–118) beginnt mit der Melodie in Flöte und 1. Violine, das Cello spielt durchgehende Staccato-Läufe. Bei der Wiederholung setzt das ganze Orchester forte ein und verziert die Melodie mit Trillern.
- Zu Beginn der 4. Variation (Takt 119–154) hat der Bass die Stimmführung, begleitet von einer Gegenstimme mit punktiertem Rhythmus in den Violinen. Der zweite Abschnitt des Themas (Takt 135 ff.) ist durch die Dominanz von Trillern in den Begleitstimmen gekennzeichnet (zunächst: Flöte und Violinen, bei der Wiederholung im Forte: Flöte, Oboen, Viola, Cello). Der Satz klingt nach dieser Steigerung dann verhalten im Pianissimo aus.

„Der zweite Satz, ein Variationensatz, hat einige humoristische Effekte wie die langen Trillerpartien kurz vor Schluss, die sich anhören, als sei der ganze Orchesterapparat außer Kontrolle geraten.“

„(…) in denen die zweite Hälfte der letzten Variation in einen unglaublichen Klangeffekt aufgelöst ist, Trillerketten erst in der Flöte und den Violinen, dann in Flöte, Oboen, Bratschen und Celli (…).“

### Dritter Satz: Menuet. Un poco Allegretto
3/4-Takte, Es-Dur, mit Trio 66 Takte

Menuet, 1. Violine, Takt 1 bis 4

Der thematische Hauptbaustein des Menuetts besteht aus zwei Motiven: einer auftaktigen und aufsteigenden, etwas feierlichen Viertelbewegung (Auftaktmotiv) und einer mehr galanten Triolenfigur (Triolenmotiv). Nach der Vorstellung des Themas im Forte, bei dem das Auftaktmotiv mit großen Intervallsprüngen staccato vorgetragen wird, folgt ein weiterer Piano-Viertakter, bei dem die stimmführende 1. Violine das Auftaktmotiv spielt (Auftakt nun legato anstatt staccato, Chromatik anstelle großer Intervallsprünge), darüber spielt die Flöte in chromatisch aufsteigender Linie. Diese und die Triolen kann man ggf. als Anknüpfung an den ersten Satz verstehen. Der zweite Teil des Menuetts beginnt mit dem 22-taktigen Mittelteil, in dem Haydn beide Motive verarbeitet, z. B. mit Echowirkung (Triolenmotiv) und über einem neuntaktigen Orgelpunkt auf B (Auftaktmotiv). Bei der Wiederaufnahme des Hauptthemas (Takt 31 ff.) ist die Triolenpassage ausgedehnt.
Das Trio steht ebenfalls in Es-Dur und ist überwiegend im Piano / Pianissimo gehalten. Stimmführend sind Fagott und 1. Violine, die ihre ländlerartige Melodie spielen, begleitet vom Horn sowie den übrigen Streichern im Pizzicato. Zu Beginn des zweiten Teils geben zuerst das Horn und dann die 1. Oboe synkopenartige Einwürfe (Akzent auf der unbetonten Taktzeit). Bei der Wiederaufnahme des Hauptthemas spielt die Flöte eine eigene, gegenstimmenartige Variante des Themas.

### Vierter Satz: Finale. Vivace
Es-Dur, 2/2-Takte (alla breve), 231 Takte

Vivace, 1. und 2. Violine, Takt 1 bis 4

Das erste Thema (oder Hauptthema, da der Satz wesentlich v. a. durch das Kopfmotiv des Themas bestimmt wird) ist achttaktig und periodisch aufgebaut (zwei Viertakter bzw. vier Achttakter). Es wird zunächst von den Violinen und der Viola piano vorgestellt (stimmführend: 1. Violine). Der zweitaktige „fragende“ Themenkopf ist mit seiner aufsteigenden Sexte und Septime besonders einprägsam, die ebenfalls zweitaktige „Antwort“ enthält zwei Vorschläge und einen schließenden Achtellauf. Bereits zu Beginn ist in der Begleitung eine durchlaufende Achtelbewegung vorhanden, die wesentlich zum Impuls des Satzes auch im weiteren Verlauf beiträgt. Das Thema wird dann eine Oktave tiefer und mit Bassbegleitung wiederholt (Takt 9–16). Die Überleitung setzt als Forte-Block des gesamten Orchesters mit dem aufschraubenden Themenkopf ein und geht dann als tänzerischer Achtelbewegung weiter.
Ein zum Anfangsthema kontrastierendes „zweites Thema“ ist nicht vorhanden. An seiner Stelle setzen in Takt 41 in der Dominante B-Dur die Streicher versetzt mit dem Themenkopf ein. Bereits nach vier Takten folgt jedoch erneut die Wendung zum Forte mit wiederum tänzerischer Achtelfigur. Nach einer Generalpause als Zäsur folgt die Schlussgruppe (Takt 55 ff.) mit ihrem durch Pausen unterbrochenen, etwas zögerlichen Motiv mit zweimaliger Tonrepetition (Klopfen), wodurch der bisherige Musikfluss kurzfristig ins Stocken gerät. Das „Klopfmotiv“ wird dann jedoch energisch aufgegriffen und führt über eine Lauffigur der Violinen zu einer Synkopen-Passage (ab Takt 70). Nachdem dann nochmals der Themenkopf im Unisono herausgestellt wird, läuft die Exposition mit einer fragenden Variante des Themenkopfes im Dialog der Oboen und Violinen aus.
In der Durchführung (ab Takt 85) wird v. a. der Themenkopf verarbeitet durch Wechsel der Tonarten, Trübungen nach Moll, Auftreten des Themenkopfes im Bass anstelle der Oberstimmen (z. B. ab Takt 92, Oberstimmen mit begleitenden Synkopen) und Motivabspaltungen (z. B. Betonung der Sekunde (Seufzermotiv) des Themenkopfes ab Takt 93 im Bass, ab Takt 112 in der 1. Violine über einem liegenden As im Bass). Die Passage ist weiterhin durch Wechsel von ruhigen Piano- und energischen Forte-Passagen gekennzeichnet. Nach einer fallenden Linie, die viermal abwärts sequenziert wird (ab Takt 126) und einem fragenden Dialog der Oboen mit den Violinen endet die Durchführung „offen“ auf betontem Dominant-Septakkord (d. h. B-Dur – Septakkord) und einer Generalpause als Zäsur.
Die Reprise (ab Takt 145) ist ähnlich der Exposition strukturiert. Bei der Passage des „zweiten Themas“, das nun erwartungsgemäß auch in der Tonika Es-Dur steht, spielt die 1. Violine jedoch bereits nach zwei Takten eine eigene, anfangs gegenstimmenartige Achtel-Begleitfigur, die sich zur aufschraubenden Bewegung entwickelt. In der Schlussgruppe setzt Haydn dann eine Variante des Synkopen-Motivs vor das Klopfmotiv. Die Schlussgruppe ist codaartig erweitert (ab ca. Takt 211), indem neben dem Klopfmotiv insbesondere der Themenkopf nochmals herausgestellt wird. Exposition sowie Durchführung mit Reprise werden wiederholt.